# واهرام پاپازیان (ورزشکار)
واهرام پاپازیان (به ارمنی Վահրամ Փափազեան به لاتین Vahram Papazyan) (متولد ۱۲ سپتامبر ۱۸۹۲ میلادی در قسطنطنیه - درگذشته ۶ مارس ۱۹۸۶ در نیوجرسی، یکی از دو ورزشکار ارمنی که در بازی‌های المپیک تابستانی ۱۹۱۲ برگزار شد به نمایندگی ترکیه در آن مسابقات شرکت نمود.واهرام پاپازیان در رشته‌های (دوهای نیمه استقامت ۸۰۰ متر مردان و ۱۵۰۰ متر مردان) در بازی‌های المپیک تابستانی ۱۹۱۲ شرکت نمود.

## زندگی‌نامه
پدر واهرام «سرکیس» صاحب دکه روزنامه فروشی بود. واهرام در سپیده دم هر روز صبح از محل اقامت خود یعنی «ببک» تا باب عالی می‌دوید تا اخبار روز را به دکه روزنامه فروشی پدرش برساند، بعد به «دانشگاه روبرت» می‌رفت. او و هموطن دیگر خود مکردیچ مکریان فارغ‌التحصیل آن دانشگاه می‌باشند.
واهرام برای اولین بار در سن ۱۳ سالگی در دوهای نیمه استقامت ۸۰۰ متر مردان و ۱۵۰۰ متر مردان در سال ۱۹۰۶ در مسابقات دو آتن شرکت نمود، او جوانترین شرکت کننده در آن مسابقات شناخته شد و موفق به کسب مقام هشتمی در آن مسابقات شد. هنگامی که ترکیه در سال ۱۹۱۱ در کمیته بین‌المللی المپیک پذیرفته شد، رئیس کمیته المپیک ترکیه یعنی «سلیم تارکان» برای جذب ورزشکاران برای بازی‌های المپیک تابستانی ۱۹۱۲ اقدام به درج اطلاعیه در صباح (روزنامه) و روزنامه ایکدام نمود. واهرام پاپازیان و دیگر هموطن خود «مکردیچ مکریان» به درخواست آن اطلاعیه جواب مثبت دادند و درخواست شرکت در آن مسابقات نمودند.
واهرام موفق نشد در مسابقات المپیک ۱۹۱۲ از خط پایان عبور کند، در حالی که او از همه دوندگان در آن مسابقه جلوتر بود و ۲۰ تا ۲۵ متر مانده به قهرمانی سرش گیج می‌رود و حالت غش بر روی زمین می‌افتد. واهرام پاپازیان پس از مشارکت خود در بازی‌های المپیک ۱۹۱۲ به ترکیه (امپراتوری عثمانی) بازگشت و پس از فارغ‌التحصیلی از دانشگاه روبرت در سال ۱۹۱۳، او «انجمن ورزشی عمومی ارمنستان» را تأسیس نمود.
او در نهایت به آمریکا نقل مکان می‌کند و در آنجا مهندسی برق را تمام می‌کند و مشغول کار می‌شود. واهرام پاپازیان در سن ۹۴ سالگی در خانه سالمندان ارامنه به نام امرسون درگذشت.